# بيلي موانزا
بيلي موانزا (Billy Mwanza)، من مواليد 1 يناير 1983، لاعب كرة قدم زامبي.
بدأ مسيرته الكروية مع نادي باور ديناموز في موسم 2004/2005، ومنذ عام 2005 وهو يلعب مع نادي غولدن أروز الجنوب أفريقي.
هو يلعب مع منتخب زامبيا لكرة القدم.

## روابط خارجية
- بيلي موانزا على موقع الاتحاد الدولي (مؤرشف)  (الإنجليزية)
- بيلي موانزا على موقع قاعدة بيانات كرة القدم.إي يو (الإنجليزية)
- بيلي موانزا على موقع ناشيونال فوتبول تيمز (الإنجليزية)
- بيلي موانزا على موقع عالم كرة القدم.نت (الإنجليزية)
- بيلي موانزا على موقع كووورة